# San Antonio, Zimapán
San Antonio är en ort i Mexiko.   Den ligger i kommunen Zimapán och delstaten Hidalgo, i den sydöstra delen av landet, 150 km norr om huvudstaden Mexico City. San Antonio ligger 1 766 meter över havet och antalet invånare är 161.
Terrängen runt San Antonio är huvudsakligen kuperad, men norrut är den bergig. Runt San Antonio är det ganska glesbefolkat, med 39 invånare per kvadratkilometer. Närmaste större samhälle är Zimapan, 5,5 km öster om San Antonio. Trakten runt San Antonio består i huvudsak av gräsmarker.